# Thrige
Thrige var en industrivirksomhed for elektriske maskiner oprettet i Odense af Thomas B. Thrige i 1894. Odense var dengang, næst efter hovedstaden, den vigtigste industriby i Danmark. I perioden mellem 1870 og 1970 arbejdede således omkring halvdelen af Odenses befolkning inden for industri og håndværk.[kilde mangler] En stor del af disse ansatte arbejdede på Thrige-firkanten, som betegner det store fabriksområde som Thrige-fabrikken ligger på.
Virksomheden blev grundlagt i 1894 I et lille lejet værksted ved Odense Å og beskæftigede sig, til at begynde med, med produktion af cykler. Der var dog stor interesse og en øget efterspørgsel på maskiner der kunne udnytte den nye energikilde elektricitet, som var blevet tilgængelig efter at Odenses første el-værk var åbnet i i 1891 og T.B. Thrige udførte derfor også en del installatørarbejde. 
Thrige-virksomheden begyndte at satse på at fremstille pålidelige elmotorer og dynamoer og ramte således en spirende industriel bølge, som opstod da elværker begyndte at skyde op i hele landet. Elmotoren var en billig og fleksibel kraftkilde i håndværk, industri og landbrug og blev pga. sin fleksible motorkraft hurtigt udbredt til alle dele af erhvervslivet.
Markedet for elektriske maskiner voksede støt, og Thrige udvidede medarbejderstaben. I 1898 var baggårdsværkstedet blevet for lille og T.B. Thrige opførte en fabrik, til fremstilling af motorer og dynamoer, i det nye industrikvarter nord for jernbanen i Odense og på få år steg produktionen til det femdobbelte. Thrige indrettede fabrikationen efter amerikansk forbillede og motorerne var konstrueret så enkelt som muligt og bestod af få, udskiftelige dele. Til slut monterede en arbejder blot de masseproducerede standarddele. 
I løbet af en periode på 25 år åbnede mere end 400 elværker landet over, hvoraf Thrige leverede elektriske generatorer til en betydelig del. Samtidig med at virksomheden leverede til elværkerne havde Thrige også stor succes med efterfølgende at levere motorer til værkernes nye elkunder. I 1920 begyndte serieproduktionen i den nye Normalfabrikken, -en ny, rummelig og rationelt indrettet fire-etagers bygning i jernbeton og endnu en gang førte den effektive produktion til faldende priser og øget udredelse. Succesen gjorde T.B. Thrige til den mest velhavende fabrikant i Danmark.
I 1934 skænkede T.B. Thrige sine virksomheder til Thomas B. Thriges Fond. -En fond som havde til formål at drive virksomhederne videre samt at støtte uddannelse og forskning til gavn for dansk industri.
Efterhånden som industrisamfundet begyndte at klinge af i løbet af 1970'erne blev Thrige-koncernen fusioneret med Titan i 1967 under navnet Thrige-Titan. 
Fra 1969 – 1985 hed direktøren Steen Danøe, en barsk, slagfærdig og kontroversiel erhvervsmand, uddannet statsautoriset revisor og havde opbygget Minerva Kunstproduktion i tresserne.
Virksomheden var dengang i store økonomiske vanskeligheder, og den 37-årige Steen Danøe blev landskendt, da han fik posten og gik i gang med at rationalisere virksomheden.
Det lykkedes ham dog at få Thrige på ret køl, inden han i 1985 forlod virksomheden, men i 1990'erne fik Thrige-Titan alligevel sværere og sværere ved at klare sig i den internationale konkurrence. Problemer med afsætningen gav store underskud og tvang til sidst virksomheden til afvikling. I 2000 ophørte produktionen i Thrige-firkanten i Odense. Den sidste elmotor med Thrige på navneskiltet forlod en fabrik i Frankrig i 2005.
Fabrikkens bygninger eksisterer stadig. Dele af bygningerne huser i dag Bazar Fyn og legelandet Løvens Hule, mens det tidligere kontorhus rummer Jobcenter Odense og Odense Kommunes Social- og Arbejdsmarkedsforvaltning.
55°24′20.01″N 10°23′24″Ø / 55.4055583°N 10.39000°Ø